# Internazionali di Tennis di San Marino 1996
Gli Internazionali di Tennis di San Marino 1996 sono stati un torneo di tennis giocato sulla terra rossa. È stata la 9ª edizione degli Internazionali di Tennis di San Marino, che fanno parte della categoria World Series nell'ambito dell'ATP Tour 1996. Si sono giocati a San Marino nella Repubblica di San Marino, dal 5 all'11 agosto 1996.

## Campioni

### Singolare
Albert Costa ha battuto in finale  Félix Mantilla con il punteggio di 7–6(7), 6–3.

### Doppio
Pablo Albano /  Lucas Arnold Ker hanno battuto in finale  Mariano Hood /  Sebastián Prieto con il punteggio di 6–1, 6–3.